# Avenida Amunátegui
La avenida Amunátegui es una arteria vial de la comuna de La Serena, Chile, que transcurre de poniente a oriente desde el sector de La Pampa hasta el sector del Barrio Universitario donde la ruta 41 se desvía al nororiente en la rotonda Amunátegui donde el otro eje sigue hacia el barrio Universitario y el sector de San Joaquín, en el barrio alto.

## Historia
La avenida fue construida a finales del siglo XX, en los años 1980, llamado "Callejón La Muralla" indicándose que “en ese sector finalizaba el casco urbano de la ciudad. Era una calle corta, de aproximadamente dos cuadras, constituida por 15 casas y 53 pobladores. Actualmente es conocida como calle Amunátegui, en honor a los Hermanos Amunátegui.

## Avenida
La avenida es el límite de los sectores centro (al norte) y el sector de Vista Hermosa (al sur). En su recorrido, se encuentran centros comerciales como el Mall Plaza La Serena, casas coloniales y también se encuentra el Tribunal de Juicio Oral en lo Penal de Chile comunal, el Terminal de buses La Serena y el Estadio La Portada.